# Cornelis Amafo
Cornelis Amafo is een Surinaams musicus en vliegenier. Hij deed vijf maal mee aan het componistenfestival SuriPop en won het festival in 2016.

## Biografie
Amafo is opgeleid tot piloot. Hij heeft gevlogen voor achtereenvolgens Kuyake Aviation, Blue Wing Airlines en de SLM. Hij zong vanaf zijn dertiende in de kerk en in een jongensband. Hij schreef in die tijd zijn eigen liedjes. Zijn zangcarrière liet hij tijdens zijn jonge jaren liggen.
Hij deed vijf keer mee aan SuriPop en won hem de vierde keer, tijdens SuriPop XIX in 2014. Dit was met het lied Lobi de ete dat vertolkt werd door het duo Dominique Ravenberg en Rodney Deekman; het arrangement was afkomstig van Robin van Geerke. Het lied belandde bij binnenkomst van de Top 40 op nummer 1 en bleef daar vijf weken staan. Zijn lied Powisi, vertolkt door Joey van Riessen, bereikte in 2018 de finale niet.
In juni 2016 presenteerde hij op Radio 10 Magic FM zijn eerste lied als zanger, Nyun hopu. Hij schreef het nummer zelf. Enkele maanden later lanceerde hij zijn tweede single, Je maakt me moe.